# Exaannum
Az exaannum időegység, 1018 év. Rövidítése Ea.
Emberi léptékkel szinte elképzelhetetlenül hosszú időtávot ölel fel, egyes tudományágaknak viszont, mint a fizika, nélkülözhetetlen kelléke.
A volfrám-180 felezési ideje például 1,8 exaannum.
Az exa-annumnál még nagyobb időmértékegységek is léteznek, így a zettaannum (1021 év) és a yottaannum (1024 év).